# Vijomlea, Iavoriv
Vijomlea (în ucraineană Віжомля) este localitatea de reședință a comunei Vijomlea din raionul Iavoriv, regiunea Liov, Ucraina.

## Demografie
Componența lingvistică a localității Vijomlea
     Ucraineană (99,36%)
     Alte limbi (0,56%)
Conform recensământului din 2001, majoritatea populației localității Vijomlea era vorbitoare de ucraineană (99,36%), existând în minoritate și vorbitori de alte limbi.